# Václav Jan Sekera
Václav Jan Sekera (* 13. května 1815 – 21. dubna 1875) byl český lékárník, botanik a vlastenec.

## Život
Narodil se dne 13. května 1815 v Mnichově Hradišti, jeho otcem byl Václav Sekera, soukeník, později hostinský a starosta města, jeho matka byla Karolína, rozená Michálková, dcera sládka v nedalekém pivovaru.
V letech 1825–1828 studoval gymnázium, v roce 1828 vstoupil do lékárnického učení u svého strýce Václava Vejricha, vlastníka lékárny v dnešní ulici V Lipách (čp. 154). V roce 1832 ukončil učení a další čtyři roky pomáhal strýci jako asistent v lékárně.
Od roku 1836 studoval univerzitu v Praze. 
O dva roky později se ujal vedení lékárny, kterou po strýci zdědil. V lékárně prodával i knihy. Také sestavoval herbáře. Stal se čestným doktorem univerzity v Krakově a předsedou grémia lékárníků. V roce 1842 objevil v údolí Plakánek nový druh knotovky.
Dopisoval si s J. K. Tylem. V roce 1860 si otevřel knihkupectví.
Dne 10. června 1868 byl zvolen starostou města, v roce 1869 ale kvůli zdravotnímu stavu a politické situaci rezignoval.
V roce 1875 přesunul lékárnu do domu na náměstí, který nechal postavit na místě zchátralého dřevěného domu, lékárna dostala název U Zlatého lva.
Zemřel 21. dubna 1875.

## Rodina
Oženil se s Annou Kittlovou, měl s ní 7 dětí, 6 dcer a syna. Jeho syn Emil zemřel v šestnácti letech.
Dcera Marie se vdala za Václava Mráčka, dcera Eugenie za Adolfa Ženíška. 
Jeho vnukem byl fotograf Bedřich Ženíšek.